# Lucio Álvarez
Lucio Ezequiel Álvarez (1 de febrero de 1977 en San Rafael, Mendoza, Argentina), es un piloto de cuatriciclos, autos y empresario argentino. Se destacó a raíz de su participación en la edición 2011 del Rally Dakar, donde salió 15.° en la clasificación general, 2.° en su categoría, conduciendo una Subaru Forester preparada por Barattero. En el Rally Dakar de 2012 termina cumpliendo una excelente tarea culminando en la 5.º colocación. En la edición 2013 culminó en la posición 10.ª luego de dejar atrás los problemas del inicio de la prueba. En el 2014 participó con una Ford Ranger de manera oficial terminando en la 22.ª después de haber tenido varios problemas al comienzo de la prueba que no permitieron que este más adelante en el clasificador. En el 2015 su participación en el Dakar fue más corta debido a una falla en el motor impulsor de la Toyota Hilux (rotura de un pedazo del aro de un pistón en la 2.ª etapa especial del rally).

## Rally Dakar 2010
Participó en esta edición con un quad Can-Am.
- * Abandonó en la 4.ª etapa.

| 1  | Buenos Aires - Córdoba    | 23.º | 23.º |
| 2  | Córdoba - La Rioja        | 7.º  | 13.º |
| 3  | La Rioja - Fiambalá       | 17.º | 14.º |
| 4  | Fiambalá - Copiapó*       |      |      |
| 5  | Copiapó - Antofagasta     |      |      |
| 6  | Antofagasta - Iquique     |      |      |
| 7  | Iquique - Antofagasta     |      |      |
| 8  | Antofagasta - Copiapó     |      |      |
| 9  | Copiapó - La Serena       |      |      |
| 10 | La Serena - Santiago      |      |      |
| 11 | Santiago - San Juan       |      |      |
| 12 | San Juan - San Rafael     |      |      |
| 13 | San Rafael - Santa Rosa   |      |      |
| 14 | Santa Rosa - Buenos Aires |      |      |

## Rally Dakar 2011
Corrió con Subaru Forester CC.
| 1  | Buenos Aires - Córdoba | 33.º | 33.º |
| 2  | Córdoba - Tucumán      | 28.º | 30.º |
| 3  | Tucumán - Jujuy        | 24.º | 28.º |
| 4  | Jujuy - Calama         | 22.º | 26.º |
| 5  | Calama - Iquique       | 24.º | 23.º |
| 6  | Iquique - Arica        | 26.º | 20.º |
| 7  | Arica - Antofagasta    | 21.º | 17.º |
| 8  | Antofagasta - Copiapó  | 26.º | 18.º |
| 9  | Copiapó - Copiapó      | -    | -    |
| 10 | Copiapó - Chilecito    | 15.º | 16.º |
| 11 | Chilecito - San Juan   | 12.º | 16.º |
| 12 | San Juan - Córdoba     | 34.º | 15.º |
| 13 | Córdoba - Buenos Aires | 30.º | 15.º |

## Rally Dakar 2012
Condujo una Toyota Hilux preparada por el Equipo Overdrive.
| 1  | Mar del Plata - Santa Rosa | 12.º    | 12.º    |
| 2  | Santa Rosa - San Rafael    | 10.º    | 10.º    |
| 3  | San Rafael - San Juan      | 12.º    | 8.º     |
| 4  | San Juan - Chilecito       | 12.º    | 9.º     |
| 5  | Chilecito - Fiambalá       | 16.º    | 10.º    |
| 6  | Fiambalá - Copiapó         | Anulada | Anulada |
| 7  | Copiapó - Copiapó          | 12.º    | 9.º     |
| 8  | Copiapó - Antofagasta      | 11.º    | 9.º     |
| 9  | Antofagasta - Iquique      | 11.º    | 8.º     |
| 10 | Iquique - Arica            | 10.º    | 7.º     |
| 11 | Arica - Arequipa           | 10.º    | 6.º     |
| 12 | Arequipa - Nasca           | 6.º     | 6.º     |
| 13 | Nasca - Pisco              | 5.º     | 6.º     |
| 14 | Pisco - Lima               | 6.º     | 5.º     |

## Rally Dakar 2013
Al igual que en la edición 2012, condujo una Toyota Hilux preparada por el Equipo Overdrive.
| 1  | Lima - Pisco                    | 2.º  | 2.º  |
| 2  | Pisco - Pisco                   | 7.º  | 7.º  |
| 3  | Pisco - Nazca                   | 4.º  | 3.º  |
| 4  | Nazca - Arequipa                | 66.º | 27.º |
| 5  | Arequipa - Arica                | 13.º | 25.º |
| 6  | Arica - Calama                  | 7°   | 20°  |
| 7  | Calama - Salta                  | 10.º | 20.º |
| 8  | Salta - San Miguel de Tucumán   | 10.º | 20.º |
| 9  | San Miguel de Tucumán - Córdoba | 10°  | 16°  |
| 10 | Córdoba - La Rioja              | 6°   | 15°  |
| 11 | La Rioja - Fiambalá             | 3.º  | 15.º |
| 12 | Fiambalá - Copiapó              | 6.º  | 13.º |
| 13 | Copiapó - La Serena             | 6.º  | 12.º |
| 14 | La Serena - Santiago            | 3.º  | 10.º |

## Rally Dakar 2014
Condujo una Ford Ranger del Equipo Ford que participa de manera oficial en esta edición.
| 1  | Rosario - San Luis                | 129.º | 129.º |
| 2  | San Luis - San Rafael             | 9.º   | 29.º  |
| 3  | San Rafael - San Juan             | 106.º | 81.º  |
| 4  | San Juan - Chilecito              | 31.º  | 61.º  |
| 5  | Chilecito - San Miguel de Tucumán | 17.º  | 48.º  |
| 6  | San Miguel de Tucumán - Salta     | 14.º  | 45.º  |
| 7  | Salta - Salta                     | 18.º  | 41.º  |
| 8  | Salta - Calama                    | 21.º  | 40.º  |
| 9  | Calama - Iquique                  | 22.º  | 34.º  |
| 10 | Iquique - Antofagasta             | 9.º   | 28.º  |
| 11 | Antofagasta - El Salvador         | 8.º   | 24.º  |
| 12 | El Salvador - La Serena           | 8.º   | 22.º  |
| 13 | La Serena - Valparaíso            | 23.º  | 22.º  |

## Rally Dakar 2015
Condujo una Toyota Hilux con la asistencia de OverDrive. En esta oportunidad volvió a competir con Toyota, pero tuvo que abandonar debido a una irreparable falla en el motor impulsor (Rotura de un pedazo del aro de un pistón en la 2.ª etapa especial del rally).

## Rally Dakar 2022
A bordo de una Toyota Hilux con asistencia de OverDrive y con Armand Monleon de copiloto, iba en el cuarto puesto en la general hasta que en la octava etapa un problema en el diferencial le hizo perder varios minutos y puestos (quedó en el puesto 61 en esa etapa). Terminó la carrera en el puesto 18 en la general.

## Resultados

### Rally Dakar
| Año     | Categoría | Vehículo | Posición | Etapas |
| ------- | --------- | -------- | -------- | ------ |
| 2010    | Quads     | Can-Am   | Ret.     | -      |
| 2011    | Coches    | Subaru   | 15.º     | -      |
| 2012    | Coches    | Toyota   | 5.º      | -      |
| 2013    | Coches    | Toyota   | 10.º     | -      |
| 2014    | Coches    | Ford     | 22.º     |        |
| 2015    | Coches    | Toyota   | Ret.     | -      |
| 2018    | Coches    | Toyota   | 10.º     | -      |
| 2022    | Coches    | Toyota   | 18.º     | -      |
| Fuente: |           |          |          |        |

### Copa Mundial de Rally Cross-Country de la FIA
| Año     | Categoría | Vehículo | Posición | Puntaje | Victorias      |
| ------- | --------- | -------- | -------- | ------- | -------------- |
| 2016    | Coches    | Mini     | Ret.     | 0       | -              |
| 2021    | Coches    | Toyota   | 2.º      | 77.5    | 1 (Kazajistán) |
| Fuente: |           |          |          |         |                |